# Eulamprus
Eulamprus is een geslacht van hagedissen uit de familie skinken (Scincidae).

## Uiterlijke kenmerken
De lichaamslengte bedraagt ongeveer acht tot twaalf centimeter exclusief de staart, die langer is dan het lichaam. De lichaamskleur is bruin tot bijna zwart, met lichtere en donkere vlekken en strepen. De onderzijde van de buik en staart is nooit roodachtig van kleur, in tegenstelling tot veel andere skinken die binnen het leefgebied voorkomen. De schubben zijn glad en glanzend. De poten zijn goed ontwikkeld en dragen vijf vingers en tenen.
De oogleden zijn beweeglijk en hebben geen doorzichtig venster in het midden. De gehooropeningen zijn duidelijk zichtbaar en hebben geen lobachtige schubben aan de achterrand.

## Verspreiding en habitat
Het verspreidingsgebied beslaat delen van Australië waar de dieren endemisch voorkomen. De verschillende soorten zijn aangetroffen in de staten New South Wales, Queensland, Tasmanië, Victoria, Zuid-Australië. Alleen in de staat West-Australië komen geen soorten voor.
De habitat bestaat uit waterrijke omgevingen; alle soorten zijn sterk gebonden aan oppervlaktewater. De hagedissen leven vaak op rotsige oevers langs rivieren en beken. Ze kunnen worden aangetroffen van laaggelegen gebieden tot in bergstreken. De soort Eulamprus kosciuskoi komt voor op (en is vernoemd naar) de berg Mount Kosciuszko. Deze skink is alleen gevonden vanaf een hoogte van 1400 meter boven zeeniveau.
Door de internationale natuurbeschermingsorganisatie IUCN is aan alle soorten een beschermingsstatus toegewezen. Vier soorten worden beschouwd als 'veilig' (Least Concern of LC) en de soort Eulamprus leuraensis heeft de status 'bedreigd' (Endangered of EN).

## Levenswijze
De skinken leven langs de wateroever en zijn sterk waterminnend in vergelijking met andere hagedissen. Bij gevaar duiken ze het water in en schuilen een tijdje op de bodem. Op het menu staan voornamelijk kleine ongewervelden zoals insecten, maar ook kleine hagedissen worden wel gegeten. Van de soort Eulamprus quoyii is bekend dat het een zeer efficiënte predator is van andere skinken.
De vrouwtjes zetten geen eieren af maar baren volledig ontwikkelde jongen die direct zelfstandig zijn.

## Naam en indeling
De wetenschappelijke naam van de groep werd voor het eerst voorgesteld door Leopold Fitzinger in 1843.
Een aantal soorten werd in het verleden tot de geslachten Lygosoma en Sphenomorphus gerekend. Dergelijke soorten staan in de literatuur vaak onder hun verouderde wetenschappelijke naam bekend. Er zijn tegenwoordig vijf soorten, tot 2013 was het soortenaantal echter hoger. Veel soorten zijn toen op basis van nieuwe inzichten ingedeeld bij andere geslachten, zoals Tumbunascincus, Silvascincus en Concinnia.

### Soorten

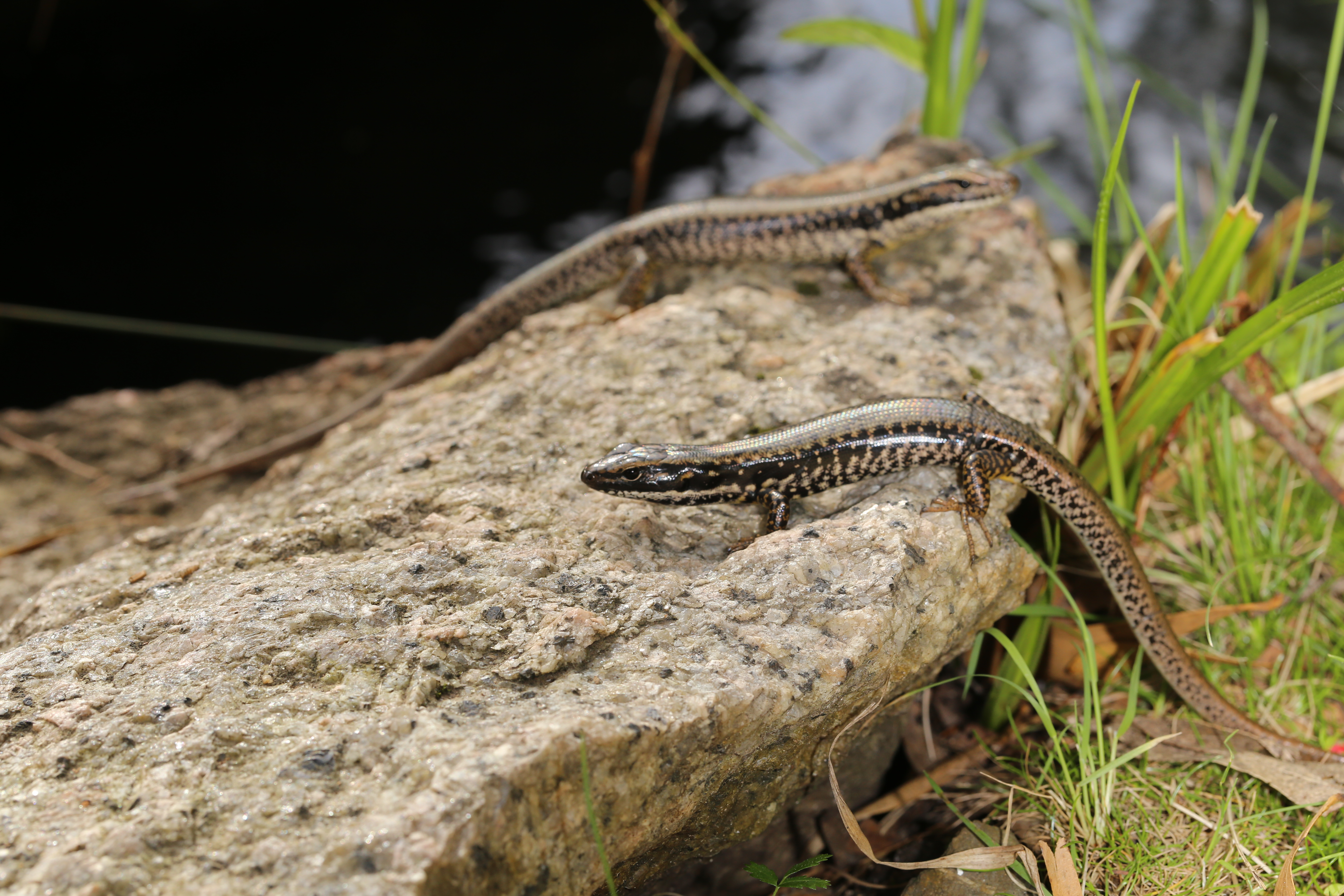
Eulamprus heatwolei, twee exemplaren langs de waterkant nabij de stad Canberra, Australië.

Het geslacht omvat de volgende soorten, met de auteur en het verspreidingsgebied.
| Naam                 | Auteur                     | Verspreidingsgebied                                               |
| -------------------- | -------------------------- | ----------------------------------------------------------------- |
| Eulamprus heatwolei  | Wells & Wellington, 1983   | Australië (New South Wales, Victoria)                             |
| Eulamprus kosciuskoi | Kinghorn, 1932             | Australië (New South Wales, Queensland, Victoria)                 |
| Eulamprus leuraensis | Wells & Wellington, 1983   | Australië (New South Wales)                                       |
| Eulamprus quoyii     | Duméril & Bibron, 1839     | Australië (New South Wales, Queensland, Victoria, Zuid-Australië) |
| Eulamprus tympanum   | Lönnberg & Andersson, 1915 | Australië (New South Wales, Victoria, Zuid-Australië, Tasmanië)   |